# Cherish (星村麻衣の曲)
「Cherish」（チェリッシュ）は、星村麻衣の楽曲。彼女の2枚目のシングルとして2003年2月19日にソニー・ミュージックアソシエイテッドレコーズから発売された。

## 解説
デビューシングル「Stay With You」から4ヶ月ぶりのリリースとなる2003年第1弾シングル。当初はレーベルゲートCD規格で発売され、その後2004年7月7日にレーベルゲートCD2および通常のCD規格で再発売されている。
本作は星村本人がプロデュースおよび編曲に参加している。
星村がメジャーレーベルからリリースしたシングルの中では最後のノンタイアップ作品であった（次のノンタイアップシングルはインディーズ移行後の2010年にリリースされた「いちばん星」）。

## 収録曲
全曲、作詞・作曲：星村麻衣　編曲：星村麻衣/Toru Minami
1. Cherish (4:28)
2. Your Dream (5:12)
5thシングル「ひまわり」にライブバージョンが収録。

## 収録アルバム
- SOUP (#1)
- PIANO&BEST DISC2 (#1)